# K.Hemmanahalli, Mysore
K.Hemmanahalli là một làng thuộc tehsil Mysore, huyện Mysore, bang Karnataka, Ấn Độ.